# Ujna gagatina
Ujna gagatina är en insektsart som beskrevs av Melichar 1903. Ujna gagatina ingår i släktet Ujna och familjen dvärgstritar. Inga underarter finns listade i Catalogue of Life.